# Steve Houben
Pour les articles homonymes, voir Houben.
Steve Houben (né à Liège le 19 mars 1950 et ayant vécu à Verviers) est un musicien de jazz belge jouant principalement du saxophone et de la flûte.
Dans le milieu des années 1970, il a étudié à la Berklee College of Music de Boston. À son retour en Belgique, il a créé le séminaire de jazz  au Conservatoire royal de Liège, en liaison avec Henri Pousseur.
Dans sa longue carrière il a joué avec, entre autres, Chet Baker, George Coleman, Bill Frisell, Charles Loos, Maurane, Gerry Mulligan, Joe Newman, Ivan Paduart, Mike Stern et Toots Thielemans. Il a remporté le Djangodor du meilleur artiste belge en 2000 (le premier de la nouvelle catégorie).
Il est élu à l'Académie royale des sciences, des lettres et des beaux-arts de Belgique (Classe des arts) le 6 mai 2010, premier dans la catégorie jazz. En 2012, il a été nommé Directeur faisant fonction du Conservatoire Royal de Liège.

## Discographie (sélective)
En tant que leader ou co-leader : 
- 2012 : Houben / Loos / Maurane – HLM (Igloo)
- 2011 : Steve Houben / Boyan Vodenitcharov - Darker Scales (Igloo)
- 2008 : Thielemans, Linx, BJO, Catherine, Loriers, HLM, Herr, Neve, Mercier – JazzOlympics (AMG Benelux)
- 2007 : Charles Loos / Steve Houben / Quatuor Thaïs - Au fil du temps (Mognomusic)
- 2007 : Alain Pierre / Steve Houben - Dolce divertimento (Mognomusic)
- 2006 : Artists from Wallonia and Brussels - That's all jazz ! (Wallonie Bruxelles Musiques)
- 2005 : HLM - Un Ange Passe (Igloo)
- 2005 : Phinc. (Pirotton - Houben Incorporation) - Old Woes New Wail (Alone Blue)
- 2003 : Steve Houben / Boyan Vodenitcharov - Les Valses (Mognomusic)
- 2001 : Couleurs Jazz, Wallonie-Bruxelles (Wallonie-Bruxelles Musiques)
- 2001 : 10 Ans de Jazz à Liège : 1991-2000 - Le Saxophone et Le Jazz (Liège Maison du Jazz)
- 2000 : Steve Houben (Ricercar)
- 1999 : Houben / Loos / Maurane - HLM New Edition (Igloo)
- 1998 : Steve Houben / Jacques Pirotton / Stephan Pougin - We Can't Stop Loving You (Igloo)
- 1997 : Steve Houben / Emil Viklicky - Bohemia After Dark (P&J Music)
- 1996 : Marito Correa / Steve Houben / Michel Herr / Stephan Pougin - O Brilho Do Sol (Big Bang)
- 1995 : Steve Houben+ Strings, featuring Guy Cabay / Michel Herr / Dennis Luxion (Igloo)
- 1994 : Steve Houben - Steve Houben invite... / Année Sax 1994 (Arpèges)
- 1993 : Steve Houben Quartet - Blue Circumstances (Igloo)
- 1993 : Steve Houben & Michel Herr - Meet Curtis Lundy & Kenny Washington (B. Sharp)
- 1992 : Brussels Jazz Promenade - Brussels Jazz Promenade (Live Music)
- 1989 : Artistes de Wallonie et Bruxelles - Le Jazz perd le Nord (WBM)
- 1981 : Valse pour Clotilde (avec Jacques et Micheline Pelzer, Jean-Christophe Renault)

## Distinctions
- 2016 :  Officier du Mérite wallon (O.M.W.)[2]
- Grand officier de l'ordre de la Couronne[3][réf. à confirmer]